# دیلن کارلسون
دیلن کارلسون (انگلیسی: Dylan Carlson؛ زادهٔ ۱۲ مارس ۱۹۶۸) موسیقی‌دان اهل ایالات متحده آمریکا است. وی از سال ۱۹۸۵ میلادی تاکنون مشغول فعالیت بوده است.